# Thuraya

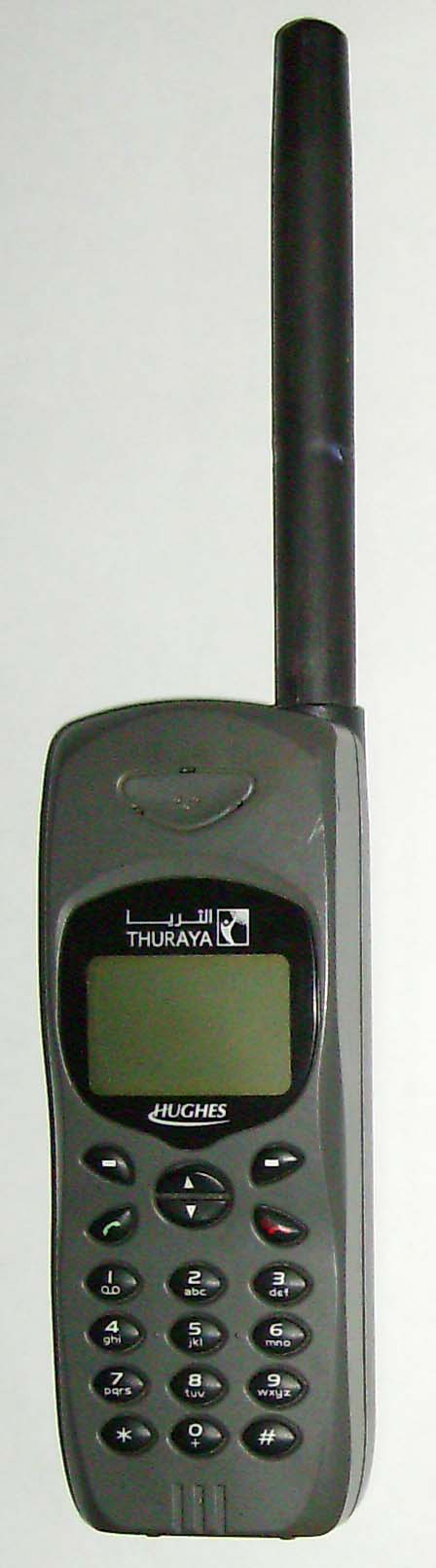
Telefon satelitarny firmy Thuraya

Telefonia Thuraya (arab. ‏الثريا‎, co oznacza „plejady”) – regionalny operator telefonii satelitarnej. Zasięg sieci obejmuje większość Europy, Bliski Wschód, Afrykę Północną, Środkową i Wschodnią, Azję i Australię.
Operator ma siedzibę w Zjednoczonych Emiratach Arabskich. Udziałowcami Thuraya są firmy telekomunikacyjne działające na Bliskim Wschodzie i w Afryce Północnej (z których największą jest Etisalat) oraz firmy inwestycyjne.
Wszystkie telefony Thuraya (z wyjątkiem SO-2510) mają moduł obsługi zarówno sieci satelitarnej Thuraya, jak i GSM. Thuraya ma umowy na usługi roaming z ponad 200 operatorami sieci komórkowych na świecie i zapewnia swym klientom możliwość używania telefonów Thuraya poza zasięgiem satelitarnym. Podwójny system obsługi sieci satelitarnej i GSM jest podobny do zastosowanego w telefonach Telit (GSM/Satellite) i Qualcomm (CDMA/Satellite) w systemie Globalstar. Usługa roaming dla połączeń wychodzących jest dostępna tylko dla abonentów. Natomiast użytkownicy korzystający z usługi roaming w systemie pre-pay (zdrapka) mogą jedynie odbierać połączenia przychodzące.
Telefon satelitarny SO-2510 został wprowadzony w listopadzie 2006. Ma kolorowy wyświetlacz i jest uznawany za najmniejszy i najlżejszy telefon satelitarny na świecie. Wykorzystuje on system operacyjny VxWorks. Z kolei telefon SG-2520 został wprowadzony na początku 2007 r. Współpracuje on zarówno z siecią satelitarną, jak i GSM/GPRS. Działa w oparciu o system Windows CE. Produkuje go Apsat w Korei Południowej. Ten telefon jest nieco większy od SO-2510, ale ma też aparat, GPS i obsługuje Karty SD. Zastosowany w nim system operacyjny to przystosowana wersja Windows CE zupełnie inna niż Windows Mobile. Obsługuje tylko aplikacje Java J2ME. Obecnie w sprzedaży jest tylko druga generacja tych telefonów.

## Satelity
| Satelita  | Pozycja | Start                               | Masa (bez paliwa) | Masa (z paliwem) | Rakieta   |
| Thuraya 1 | 98°24′E | 21 października 2000 05:51:59 (UTC) | 3 200 kg          | 5 100 kg         | Zenit-3SL |
| Thuraya 2 | 44°04′E | 10 czerwca 2003 13:55:59s (UTC)     | 3 200 kg          | 5 200 kg         | Zenit-3SL |
| Thuraya 3 | 98°30′E | 15 stycznia 2008 11:49 (UTC)        | 3 200 kg          | 5 173 kg         | Zenit-3SL |